# Georg Buol
Georg Buol (* 23. April 1787 in Parpan; † 28. Juli 1862 ebenda) war ein Schweizer Politiker. 

## Leben
Georg Buol studierte an der  Friedrich-Alexander-Universität Erlangen Rechtswissenschaft. 1803 wurde er Mitglied des Corps Onoldia. Nach dem Studium lebte er als Gutsbesitzer im Kanton Graubünden.   
Insgesamt 41 Jahre war Buol Gemeindepräsident von Parpan. In seiner Funktion als Bundslandammann des  Zehngerichtenbunds gehörte er in den Wahlperioden 1822/1823, 1831/1832, 1834/1835 und 1837/1838 dem Kleinen Rat, der Kantonsregierung des Kantons Graubünden an. Ab 1826 war er Bündner Kantonsrichter. In den Jahren 1824, 1832 und 1833 war er Gesandter des Kantons Graubünden zur Schweizer Tagsatzung. Sein politisches Engagement galt der Verbesserung des Bildungssystems, der Forstwirtschaft und der Gerichtsbarkeit. 1842 war er Präsident des Reformvereins der Bündner Kantonsverfassung.
Buol war Kantonsoberst und Präsident der Militärkommission.